# Шаренко, Василий Петрович
Васи́лий Петро́вич Шаре́нко (4 апреля 1911, слобода Юрасовка, Воронежская губерния — 30 марта 1985, Подольск, Московская область) — лейтенант Советской Армии, участник советско-финской и Великой Отечественной войны, Герой Советского Союза (1944). Командир противотанкового орудия 70-й морской стрелковой бригады 7-й армии Карельского фронта.

## Биография
Родился 4 апреля 1911 года в слободе Юрасовка (ныне — Ольховатского района Воронежской области) в семье крестьянина. Украинец. Член КПСС с 1943 года. Окончил педагогический техникум. С 1937 года жил в Москве, работал токарем на заводе.
В Красной Армии в 1932-1937 годах, 1939-1940 годах (участник советско-финской войны) и с сентября 1941 года (участник Великой Отечественной войны, командовал взводом противотанковых орудий).
В октябре 1941 года в бою на Можайском направлении в одном из боёв взводом Шаренко было уничтожено 3 из 22 танков, во время другого убиты 6 переодетых в форму красноармейцев немцев, захвачены трофейные автоматы. В конце октября 1941 года старшина Шаренко был серьёзно ранен 17-ю осколками мины. Лечился в госпитале в Тюмени, после выхода из госпиталя был «завербован» капитаном с Тихоокеанского флота в 70-ю морскую стрелковую бригаду, которая направлялась на Ленинградский фронт, на оборону ледовой трассы «Дорога жизни» через Ладожское озеро.
23 июня 1944 года, в ходе Тулоксинской десантной операции, канонерские лодки и бронекатера высадили 70-ю морскую бригаду в междуречье рек Тулоксы и Видлицы, где расчёт Шаренко, заняв выгодную позицию на левом фланге, отбивал контратаки врага. Двое артиллеристов из расчёта были ранены и отправлены в укрытие, двое погибли, у орудия остался один Шаренко. Он сам заряжал орудие, наводил, стрелял, отразив ещё 4 контратаки, причём при наступлении врага пустил в ход ручные гранаты, обратив в итоге врага в бегство. Однако со стороны расположенной недалеко железной дороги к позиции стал приближаться вражеский бронепоезд, защищённый от выстрелов 45-миллиметровых снарядов. Тогда Шаренко снарядом разрушил железнодорожное полотно и стал обстреливать новые цели — солдат неприятеля, вышедших из остановившегося бронепоезда, в результате чего бронепоезд ушёл обратно. Всего Шаренко отбил 16 контратак, остановил фашистский бронепоезд, не пропустил по шоссе ни одну машину противника, уничтожил около 150 солдат неприятеля.
Указом Президиума Верховного Совета СССР от 21 июля 1944 года за образцовое выполнение боевых заданий командования на фронте борьбы с немецкими захватчиками и проявленные при этом отвагу и геройство старшине Шаренко Василию Петровичу присвоено звание Героя Советского Союза с вручением ордена Ленина и медали «Золотая Звезда» (№ 4399).
В. П. Шаренко дошёл с боями до Чехословакии, несколько раз был тяжело ранен, однажды фронтовая газета даже поместила некролог о его гибели, а домой пошла «похоронка».
На Параде Победы в Москве В. П. Шаренко пронёс по Красной площади знамя 70-й отдельной морской стрелковой Печенегской Краснознамённой ордена Красной Звезды бригады.
После войны демобилизовался, служил в органах МВД, в 1947 году окончил Ленинградскую офицерскую школу МВД. В 1951 году В. П. Шаренко был направлен для прохождения службы в город Воркуту, работал инженером отдела механизации и автоматизации технического управления комбината «Воркутауголь». С 1954 года в звании лейтенанта в запасе.
Жил и работал в городе Подольск Московской области, умер там же 30 марта 1985 года, похоронен на кладбище «Красная Горка».
Именем Шаренко названа улица в слободе Юрасовка Воронежской области.

Бюст в Ольховатке

Награждён орденами Ленина, Отечественной войны 1-й степени, Красной Звезды, медалями.
В Ольховатке установлен бюст героя.